# Gatton (Queensland)
Gatton ist eine Stadt mit 6852 Einwohnern im Südosten des australischen Bundesstaat Queensland. Sie liegt 90 Kilometer westlich von Brisbane und 40 Kilometer östlich von Toowoomba. Gatton liegt im Lockyer Valley und ist der Verwaltungssitz des gleichnamigen Verwaltungsgebiets (LGA) Lockyer Valley Region. Sie liegt am Warrego Highway und ist eine der frühesten ländlichen Ansiedlungen in Queensland.

## Geschichte
Mit Major Edmund Lockyer durchquerte der erste Europäer im Jahr 1825 diese Gegend. In den 1840er Jahren ließen sich dann die ersten Siedler nieder und am 13. April 1855 wurde die Stadt offiziell gegründet, wahrscheinlich erhielt sie ihren Namen von dem gleichnamigen Ort im Roxburghshire, Schottland. Drei Jahre später wurde Gatton zu einem wichtigen Zwischenstopp für die Postkutsche von Brisbane in die Darling-Downs-Region. Ein eigenes Postamt wurde am 1. Januar 1866 eröffnet.
Erst mit dem Anschluss an die Eisenbahnlinie von Ipswich im Jahr 1875 erlebt der Ort einem Boom, als wichtiges Servicezentrum für die umliegenden Farmen.
Noch heute ist Gatton der Mittelpunkt dieser Agrarregion, auf deren schwarzen, fruchtbaren Böden vor allem Kartoffeln, Zwiebeln und Gemüse angebaut werden. Daneben spielt auch die Viehzucht und Milchwirtschaft eine wichtige Rolle.

## Die Gatton-Morde
Eine gewisse Bekanntheit erlangte Gatton durch einen dreifachen Mord, der sich am 26. Dezember 1898 ereignete. Dabei wurden drei Geschwister auf ihrem Nachhauseweg von einer Tanzveranstaltung erschossen oder zu Tode geprügelt. Vor allem die folgenden Ermittlungen mit teilweise haarsträubenden Fehlern aller Beteiligter erregten australienweites Aufsehen. So wurde der Tatort nicht gesichert und in der Folge von zahlreichen Schaulustigen verwüstet. Bei der Obduktion vergaß der Gerichtsmediziner die Pistolenkugel aus dem Kopf eines der Opfer sicherzustellen und der Hauptverdächtige, obwohl er beobachtet wurde, wie er einen blutverschmierten Pullover wusch, konnte sich ungehindert einige Tage später aus dem Staub machen.

## Klima
|                       | Jan   | Feb   | Mär  | Apr  | Mai  | Jun  | Jul  | Aug  | Sep  | Okt  | Nov  | Dez  |   |       |
| Mittl. Tagesmax. (°C) | 31,5  | 30,7  | 29,5 | 27,1 | 23,7 | 21,1 | 20,7 | 22,4 | 25,5 | 28,1 | 30,1 | 31,3 | ⌀ | 26,8  |
| Mittl. Tagesmin. (°C) | 19,1  | 19,0  | 17,3 | 13,7 | 10,2 | 7,6  | 6,2  | 6,7  | 9,5  | 13,2 | 16,0 | 18,1 | ⌀ | 13    |
|                       |       |       |      |      |      |      |      |      |      |      |      |      |   |       |
| Niederschlag (mm)     | 110,9 | 100,4 | 78,4 | 49,8 | 46,2 | 42,0 | 37,5 | 27,1 | 35,4 | 65,4 | 79,2 | 99,9 | Σ | 772,2 |
|                       |       |       |      |      |      |      |      |      |      |      |      |      |   |       |
| Regentage (d)         | 8,2   | 7,7   | 7,3  | 4,9  | 4,6  | 4,0  | 3,8  | 3,7  | 4,0  | 6,1  | 6,6  | 7,9  | Σ | 68,8  |

| 19,1 |

| 19,0 |

| 17,3 |

| 13,7 |

| 10,2 |

| 7,6 |

| 6,2 |

| 6,7 |

| 9,5 |

| 13,2 |

| 16,0 |

| 18,1 |

| 19,1 |

| 19,0 |

| 17,3 |

| 13,7 |

| 10,2 |

| 7,6 |

| 6,2 |

| 6,7 |

| 9,5 |

| 13,2 |

| 16,0 |

| 18,1 |

## Galerie

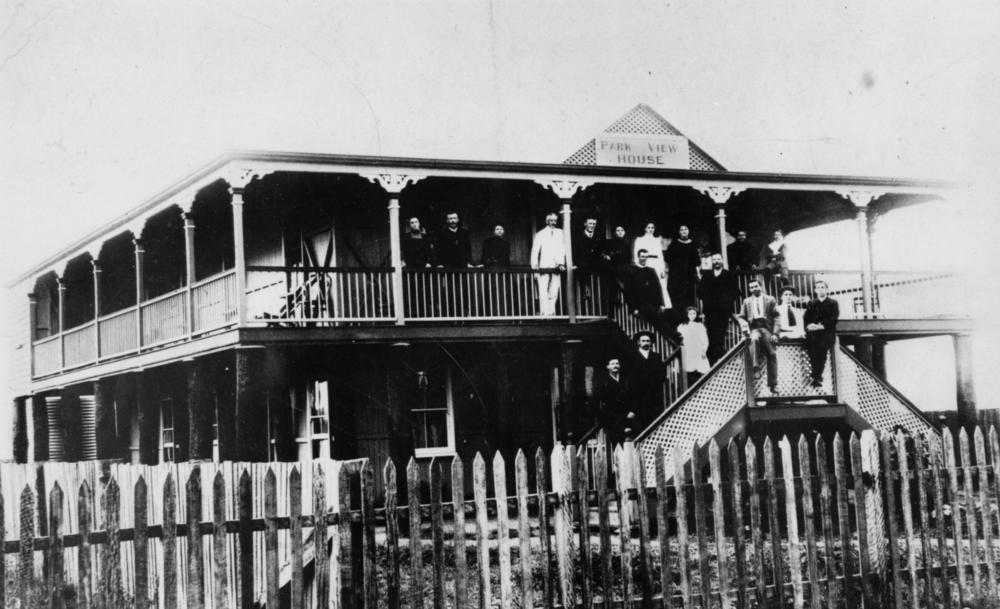
Park View House um 1906
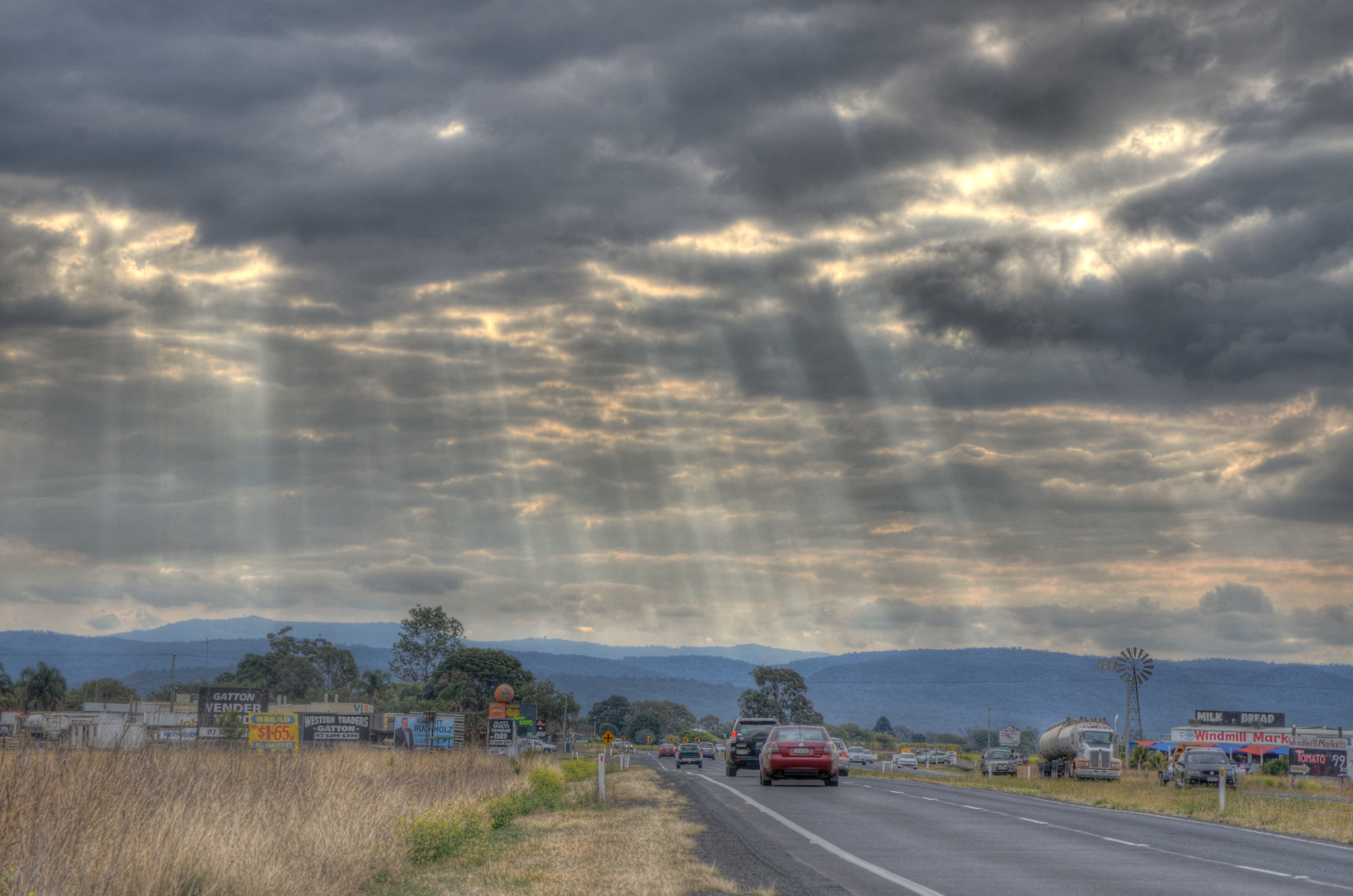
Warrego Highway kurz vor Gatton
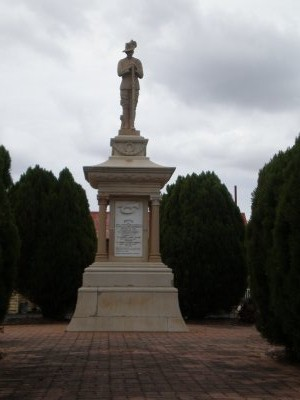
Gatton Kriegerdenkmal
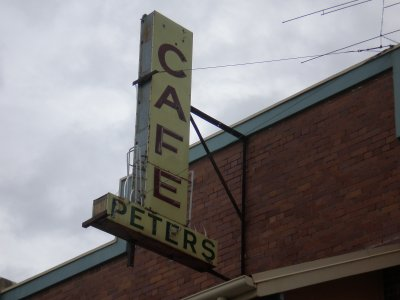
Hauptstraße von Gatton
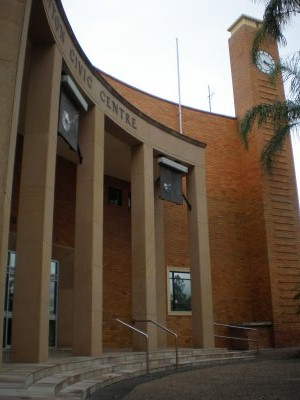
Gatton Verwaltungszentrum